# Kachinia putao
Espèce
Kachinia putao est une espèce d'araignées aranéomorphes de la famille des Oonopidae.

## Distribution
Cette espèce est endémique de l'État Kachin en Birmanie,. Elle se rencontre vers Putao.

## Description
Le mâle holotype mesure 1,59 mm et la femelle paratype 1,61 mm.

## Étymologie
Son nom d'espèce lui a été donné en référence au lieu de sa découverte, Putao.

## Publication originale
- Tong, Chen, Liu & Li, 2018 : A new genus of oonopid spiders from Myanmar (Araneae, Oonopidae). ZooKeys, no 794, p. 31-43 (texte intégral).